# 瓦赫河畔杜布尼察
瓦赫河畔杜布尼察是斯洛伐克的城鎮，位於該國西北部瓦赫河畔，由特倫欽州負責管轄，面積49.14平方公里，海拔高度242米，2006年人口25,427，其中八成居民信奉羅馬天主教。

## 外部連結
- Official municipal website